# Monsanto vs. Schmeiser
De zaak Monsanto vs. Schmeiser is een rechtszaak aan het Hooggerechtshof van Canada tussen het biotechbedrijf Monsanto en de Canadese boer Percy Schmeiser, die handelt over patenten voor de moderne biotechnologie. De centrale vraag was of het opzettelijk groeien van genetisch gemodificeerde planten onder het gebruik valt van de gepatenteerde uitvinding omtrent genetisch gemodificeerde plantcellen. Met een meerderheid van 5-4 heeft het hof geoordeeld dat het gebruik van de planten onder het patentrecht valt. De zaak trok wereldwijd de aandacht en is vaak misbegrepen als een zaak over wat er gebeurt wanneer een veld van een boer per ongeluk wordt gecontamineerd met gepatenteerde zaden. Tegen de tijd dat de zaak voorkwam waren echter alle claims rond een veld waarop gepatenteerde zaden waren gevonden in 1997 al ingetrokken.  Het hof heeft enkel rekening gehouden met Schmeisers velden in 1998, waarop Schmeiser met opzet de gepantenteerde zaden heeft geconcentreerd en geplant vanuit zijn oogst in 1997. Met betrekking tot zijn velden in 1998 heeft Schmeiser geen enkel bewijs van toevallige contaminatie voorgelegd.

## Aanloop
Het biotechnologische bedrijf Monsanto ontwikkelde en patenteerde een glyfosaatresistant gen voor de koolzaadplant. Dit heeft het effect dat de koolzaadplant resistent wordt tegen hun glyfosaat bevattende Roundup-herbicide. Monsanto bracht koolzaadzaden die dit gen bevatten op de markt onder de naam "Roundup Ready Canola". Boeren die het gebruiken hebben de mogelijkheid om de onderlinge concurrentie van gewassen in het voordeel van de koolzaad te beïnvloeden door Roundup te gebruiken zonder schade aan de koolzaad. Gebruikers van dit systeem moeten met Monsanto een gebruikersovereenkomst aangaan, die zegt dat er elk jaar nieuwe zaden moeten aangekocht worden. De aankoopprijs van deze zaden bevat dan ook de licentie om het patent van Monsanto te gebruiken. Roundup Ready Canola kwam in 1996 op de markt in Canada en in 1998 was het al goed voor 25% van de totale koolzaadproductie van dit land.

### Origine van de gepatenteerde zaden in de velden van Schmeiser
Percy Schmeiser, een koolzaadkweker in Canada, ontdekte voor het eerst een Roundup-resistente koolzaad in zijn gewassen in 1997. Hij had Roundup gebruikt op enkele gewassen rond hoogspanningsmasten en in grachten vlak bij een openbare weg die naast een van zijn velden liep, en merkte op dat enkele koolzaadplanten die hij besproeid had het overleefden. Schmeiser voerde dan een test uit door Roundup toe te passen op een deel van hetzelfde veld met een grootte tussen 12000 m² en 16000 m², en kwam tot de conclusie dat 60% van de planten het overleefde. In de oogsttijd heeft Schmeiser een van zijn arbeiders de instructie gegeven om dit geteste veld te oogsten. Het zaad hiervan werd apart opgeslagen en werd het volgende jaar uitgezaaid over verschillende velden, tezamen goed voor 4 km².
Rond dezelfde tijd was de Roundup ready canola al in gebruik door enkele boeren in de regio. Schmeiser claimde dat hij de Roundup ready canola niet heeft geplant in 1997, en dat zijn veld met zijn eigen zaden per ongeluk gecontamineerd was. De origine van de planten in 1997 op de boerderij van Schmeiser blijft onduidelijk. Toch heeft de rechter van het proces besloten dat met betrekking tot de planten van 1998 "geen van de (door Schmeiser) voorgestelde bronnen op redelijke manier de concentratie of omvang van Roundup ready canola van commerciële kwaliteit die in Schmeisers oogst zaten kunnen verklaren".

### Het dispuut
In 1998 kwam Monsanto aan de weet dat er planten met Roundup-resistentie op de akkers van Percy Schmeiser waren, terwijl hij geen licentiekosten betaalde. Hierop benaderde Monsanto Schmeiser om met hem een licentieovereenkomst af te sluiten. Percy Schmeiser weigerde en hield vol dat de planten van 1997 per ongeluk op zijn akker zijn geraakt en dat hij de eigenaar is van al het zaad dat hij oogst op zijn akker. Vervolgens zag hij geen probleem in het gebruik van het zaad aangezien hij hiermee mocht doen wat hij wilde omdat het zijn fysiek eigendom was. Hierop klaagde Monsanto Schmeiser aan wegens patentschending.  Omdat patentwetgeving in Canada onder de federale jurisdictie viel ging de zaak naar het federale hof.

### Octrooirecht versus eigendomsrecht
Rond het vraagstuk van patentrecht en het recht van een boer om de zaden te gebruiken van zijn veld nam Monsanto de positie in dat ze een octrooi hebben op het gen, en dat dit gen gebruikt wordt in de koolzaadcellen. Ze hebben het wettelijk recht om te controleren waar het gebruikt wordt, inclusief het opzettelijk herplanten van zaden die gewonnen werden van planten die toevallig tevoorschijn kwamen. Schmeiser stond op zijn "Boerenrecht" om alles te doen wat hij wilde met zaden die hij oogstte van eender welke plant op zijn velden, inclusief zaden van planten die toevallig gezaaid werden. Dit fysieke eigendomsrecht gaat volgens Schmeiser boven Monsantos octrooirecht.
De Canadese wet vermeldt nergens een "Boerenrecht". Het hof oordeelde dat het recht van de boer om zaden te bewaren en te herplanten simpelweg de rechten zijn van een eigenaar over haar of zijn eigendom te gebruiken zoals zij of hij wenst en dat het gebruik van de zaden dus aan dezelfde wettelijke restricties moet voldoen als in eender welke zaak van eigendommen, inclusief restricties die verder komen van octrooien in het bijzonder. Het hof schreef:
Thus a farmer whose field contains seed or plants originating from seed spilled into them, or blown as seed, in swaths from a neighbour's land or even growing from germination by pollen carried into his field from elsewhere by insects, birds, or by the wind, may own the seed or plants on his land even if he did not set about to plant them. He does not, however, own the right to the use of the patented gene, or of the seed or plant containing the patented gene or cell." (vertaling: Een boer in wiens veld zaden of planten bevat die erop gemorst zijn, of via de wind, in zwaden van een buur of zelfs door bestuiving door pollen gedragen van elders door insecten, vogels, of door de wind mag het zaad of de planten op zijn land bezitten, zelfs als hij niet de bedoeling had om ze te planten. Hij heeft echter niet het recht om een gepatenteerd gen te gebruiken, of de zaden of de planten die het gepatenteerde gen of de gepatenteerde cel gebruiken.)"

### Publiciteit
Toen de rechtszaak werd voorgeleid voor "The Federal Court" eiste deze al behoorlijk wat publieke en journalistieke aandacht. De zaak werd vaak voorgesteld als een gevecht tussen David en Goliath, waarbij Schmeiser als underdog en kleine boer het opnam tegen een gewetenloze grote onderneming. Beiden waren ze goed aangepast aan de rol die ze hierin speelden. Schmeiser was welbespraakt, nam geen blad voor de mond en had een verleden in de politiek als burgemeester van zijn stad en lid van de provinciale regering in Saskatchewan. Over Monsanto werd al slecht gepraat in de media omwille van verschillende aspecten in hun vroegere chemische en huidige biotechnologische zaken. Vaak werden ze spottend "Monsatan" genoemd en naar hun GG-producten werd gerefereerd als "Frankenfood". Milieugroeperingen en anti-gentechnologie activisten verdedigden Schmeiser. Zelf trok Schmeiser de wereld rond om voordrachten te geven en er ontstond een fonds ter zijner verdediging van honderdduizenden dollars.
Monsanto vs. Schmeiser werd soms geportretteerd als een onderdeel van het wettelijk definiëren van de grenzen van de nieuwe biotechnologie, inclusief genetische modificatie en het eigendom van hogere levensvormen. Ze werd dan ook vaak verbonden met een zaak rond de Harvard-muis, waarbij in 2002 een patent op een speciaal ras muizen door het Hooggerechtshof van Canada werd afgewezen. Dit beloofde in de toekomst nog veel discussie op te wekken rond het patenteren van hogere levensvormen. Deze invalshoek op de rechtszaak was misleidend, aangezien deze uiteindelijk slechts ging over het bestaande octrooirecht en slechts enkele punten met betrekking tot de nieuwe technologie heeft aangegeven.

### De eerste rechtszaak en hoger beroep
De zaken van patentschending en "Boerenrecht" werden beslist in het voordeel van Monsanto voor "The federal court of Canada" . Het beroep werd aangetekend voor "The Federal Court of Appeal". Beide rechtbanken vonden dat het sleutelelement in de heer Schmeisers patentschending in 1998 was dat hij van de oorsprong van de glyfosaatresistante zaden die hij aanplantte wist of zou moeten geweten hebben.
De zaak werd in eerste instantie gevoerd van 5 tot 20 juni 2000, in "The federal court of Canada" in Saskatoon, Saslaychewan.
Alle claims met betrekking tot de Roundup Ready Canola op Schmeisers veld in 1997 werden vooraf ingetrokken en het hof heeft enkel geoordeeld over de koolzaad die op de velden van Schmeiser stond in 1998. Schmeiser heeft geen enkel bewijs ter verdediging van toevallige contaminatie kunnen voorleggen. Het bewijs gaf aan dat 95-98% van zijn gewassen Roundup Ready Canola was (paragraaf 53 van de uitspraak van het hof). Er werd bewijs geleverd dat zulke niveaus van zuiverheid niet tot stand kon komen op een toevallige manier. Hierop steunend oordeelde het hof dat Schmeiser ofwel wist, ofwel "had moeten weten" dat hij in 1998 Roundup Ready Canola had aangeplant. Met dit feit werd de vraag of de koolzaad in zijn velden in 1997 er toevallig zijn beland als irrelevant beschouwd. Toch heeft Monsanto tijdens het proces bewijs kunnen leveren aan het hof dat de Roundup Ready Canola waarschijnlijk niet in Schmeisers veld in 1997 op toevallige manieren zoals aangegeven door Schmeiser (paragraaf 118). Het hof gaf aan ervan overtuigd te zijn dat de Roundup Ready Canola in 1997 er niet was gekomen door toevallige omstandigheden zoals het verlies van lading van een truck of via de wind, zoals de heer Schmeiser had voorgesteld.
Op het publieke domein argumenteerde de voorstanders van Schmeiser dat er nog steeds  de mogelijkheid was dat de oogst en het herplanten van de zaden die gewonnen werden van het veld dat Schmeiser besproeid had het gevolg was van een miscommunicatie tussen Schmeiser en zijn landarbeider, of door een vergissing van Schmeiser omdat hij zijn knecht niet zou hebben opgedragen om de zaden van de Roundup Ready Canola te vermijden. Voorstanders van Monsanto argumenteerde dat een vergissing van deze aard niet plausibel is, vooral omdat Schmeiser aangaf dat hij helemaal geen Roundup Ready Canola in zijn gewassen wilde en het belang dat hij hierbij had omdat hij zijn eigen lijn van koolzaad wilde verder zetten. Ook was Schmeiser al op de hoogte gebracht door Monsanto voor het zaaien in 1998 omdat ze redenen hadden om aan te nemen dat zijn oogst van 1997 Roundup Ready Canola bevatte. Wettelijk gezien is zulke vergissing geen verdediging tegen patentschending, en daarom doet dit argument er niet toe. Octrooien zijn in Canada burgerlijk recht, en de aanwezigheid of afwezigheid van "schuldige intentie" is factor waar rekening mee wordt gehouden. Over dit punt heeft "The Federal Court of Appeal" opgemerkt dat in het geval van toevallige contaminatie van een gewas, buiten de wil van de boer om, dit laatste een uitzondering zou moeten zijn in octrooigeschillen.
Het hof oordeelde:
"on the balance of probabilities, the defendants infringed a number of the claims under the plaintiffs’ Canadian patent number 1,313,830 by planting, in 1998, without leave or licence by the plaintiffs, canola fields with seed saved from the 1997 crop which seed was known, or ought to have been known by the defendants to be Roundup tolerant and when tested was found to contain the gene and cells claimed under the plaintiffs’ patent. By selling the seed harvested in 1998 the defendants further infringed the plaintiffs’ patent." (Op grond van waarschijnlijkheid heeft de verdediger schending gedaan aan de aanklagers patent nummer 1313830 door het planten, in 1998, zonder goedkeuring of licentie van de aanklager, van koolzaadvelden met zaden bewaard uit de oogst van 1997 waarvan de verdediger wist of zou moeten geweten hebben dat ze Roundup-tolerant waren en die door middel van een test was geweten dat ze het gen en de cellen die onder het patent van de aanklager vallen. Door het verkopen van het koolzaad geoogst in 1998 heeft de verdediger het patent van de aanklager nogmaals geschonden.)
Hierop ging de zaak naar "The Federal Court of Appeal", met als eerste zitdag 15 mei 2002. Deze heeft de uitspraak van de zaak behouden.
"The Federal Court of Appeal" wees in het bijzonder op het belang van de vaststelling dat Schmeiser wetens gebruik had gemaakt van het zaad in kwestie in hun beslissing dat Schmeiser patentschending heeft begaan en gaf aan dat in het geval van een accidentele contaminatie of in het geval dat de boer wist van de aanwezigheid van het gen maar geen actie ondernam om het percentage op te voeren een andere uitspraak mogelijk kon zijn (zie paragraaf van de uitspraak in hoger beroep). Er werd geen schadevergoeding gevraagd van Percy Schmeiser, de particulier. Enkel het landbouwbedrijf van de heer Schmeiser, Schmeiser Enterprises Ltd., werd aansprakelijk gehouden omdat Schmeiser had opgetreden als de directeur van het bedrijf.
Er werd toestemming gevraagd aan het Hooggerechtshof van Canada om de zaak te behandelen. Deze toestemming werd in mei 2003 gegeven, waarna de rechtszaak op 20 januari 2004 begon. De vraag voor deze rechtbank was of het planten en cultiveren door Schmeiser van genetisch gemodificeerde koolzaad het "gebruik" omvatte van de door Monsanto gepatenteerde uitvinding van genetisch gemodificeerde cellen.

## Argumenten
De eerste verdediging van Schmeiser in de rechtszaak was dat als hij geen Roundup heeft toegepast bij het kweken van zijn gewassen waardoor hij de uitvinding niet gebruikt had. Dit argument werd echter afgewezen. Het hof oordeelde het uitgereikte patent voor de uitvinding niet het gebruik van Roundup specificeerde als deel van de uitvinding en er dus geen basis was om aan te nemen dat je Roundup moest gebruiken als je de uitvinding gebruikte. Een patent verbiedt het ongeautoriseerd gebruik van een uitvinding op elke manier.
Het hof boog zich over de vraag of wetens (of waarbij iemand het zou moeten geweten hebben) het planten en cultiveren van genetisch gemodificeerde koolzaad gaat om "gebruik" van Monsantos gepatenteerde uitvinding van genetisch gemodificeerde cellen, zelfs wanneer de gewassen niet behandeld worden met Roundup en de aanwezigheid van het gen geen voordeel biedt aan de boer. Het hof oordeelde in het voordeel van Monsanto, waarbij het aangaf dat de gepatenteerde genen en cellen analoog zijn aan het gebruik van een machine dat een gepatenteerd onderdeel bevat:
"It is no defense to say that the thing actually used was not patented, but only one of its components."(Het is geen argument om te zeggen dat het gebruikte ding niet gepatenteerd was, maar enkel een van zijn componenten.) (Besluit van het Hooggerechtshof van Canada, paragraaf 78). Het hof oordeelde ook dat door het planten van genetisch gemodificeerde Roundup-resistente koolzaad, Schmeiser een soort van verzekering gebruikte van de uitvinding. Hij liet voor zichzelf de optie open om Roundup te gebruiken als hij daartoe genoodzaakt zou worden. Dit werd analoog bevonden aan het installeren van pompen op een schip: zelfs wanneer de pompen nooit opgezet waren zijn ze nog steeds gebruikt omdat ze ter beschikking staan als het nodig zou zijn.

## Uitspraak
Op 21 mei 2004 oordeelde het Hooggerechtshof van Canada met een meerderheid van 5-4 in het voordeel van Monsanto. Schmeiser behaalde echter een gedeeltelijke overwinning want het hof oordeelde dat hij Monsanto niet zijn winst uit 1998 diende te betalen omdat de aanwezigheid van het gen in zijn gewassen hem geen voordeel opleverde en hij heeft geen winst gemaakt uit de gewassen die toegeschreven konden worden aan de uitvinding. Het bedrag waar het om ging was relatief klein, C$19.832, maar omdat hij dit niet moest betalen diende Schmeiser ook niet de juridische kosten van Monsanto te betalen, dewelke honderdduizenden dollars waren, en boven zijn eigen kosten gingen.

## Andere rechtszaken
In 1999 spande Percy Schmeiser een zaak aan tegen Monsanto wegens smaad, huisvredebreuk (tresspass) en besmetting van zijn planten met het Roundup-resistentiegen. Hij eiste daarin 10 miljoen dollar schadevergoeding.
Louise Schmeiser, de vrouw van Percy, spande in oktober 2004 een proces aan tegen Monsanto, waarin ze een schadevergoeding van 140 dollar eist voor de kosten die ze heeft gehad bij het verwijderen van Roundup Ready Canola uit haar moestuin. In de woorden van Percy: "Monsanto heeft gezegd dat als iemand Roundup op een gewas gebruikt, en het gaat niet dood, dan komen we het zelf verwijderen. Dat hebben ze niet waargemaakt."
Ze heeft die rechtszaak gewonnen en kreeg een schadevergoeding van 1000 dollar.

## Vergelijkbare zaken
Monsanto heeft meerdere boeren voor vergelijkbare redenen aangeklaagd. Een van de bekendere daarvan is de zaak Nelson vs. Monsanto.